# Перон (Эн)
Перо́н (фр. Péron) — коммуна во Франции, находится в регионе Рона — Альпы. Департамент — Эн. Входит в состав кантона Коллонж. Округ коммуны — Жекс.
Код INSEE коммуны — 01288.

## География
Коммуна расположена приблизительно в 400 км к юго-востоку от Парижа, в 100 км северо-восточнее Лиона, в 55 км к востоку от Бурк-ан-Бреса.

## Климат
Климат полуконтинентальный с холодной зимой и тёплым летом. Дожди бывают нечасто, в основном летом.

## Население
Население коммуны на 2010 год составляло 2143 человека.
| 1962 | 1968 | 1975 | 1982 | 1990 | 1999 | 2010 |
| ---- | ---- | ---- | ---- | ---- | ---- | ---- |
| 654  | 701  | 891  | 1005 | 1202 | 1578 | 2143 |

## Экономика
В 2010 году среди 1448 человек трудоспособного возраста (15—64 лет) 1179 были экономически активными, 269 — неактивными (показатель активности — 81,4 %, в 1999 году было 78,1 %). Из 1179 активных жителей работали 1108 человек (592 мужчины и 516 женщин), безработных было 71 (33 мужчины и 38 женщин). Среди 269 неактивных 109 человек были учениками или студентами, 52 — пенсионерами, 108 были неактивными по другим причинам.

## Фотогалерея
- Церковь Св. Антония
- Военный мемориал
- Карта коммуны